# Quỳnh Phương
Quỳnh Phương là một phường thuộc thị xã Hoàng Mai, tỉnh Nghệ An, Việt Nam.

## Địa lý
Phường Quỳnh Phương nằm ở phía đông thị xã Hoàng Mai, có vị trí địa lý:
- Phía đông giáp biển Đông
- Phía tây giáp phường Quỳnh Dị và phường Mai Hùng
- Phía nam giáp xã Quỳnh Liên
- Phía bắc giáp các xã Quỳnh Lập và Quỳnh Lộc.

Phường có diện tích 3,45 km², dân số năm 2013 là 15.790 người, mật độ dân số đạt 4.570 người/km².

## Lịch sử
Làng Phương Cần, còn có tên gọi là Kẻ Cờn, Kẻ Càn, Hương Cần, Nhang Cần, Văn Phương, đều chỉ mảnh đất có bề dày lịch sử nghìn năm này.
Theo sử sách, đất Quỳnh Phương thời Hán là đất quận Cửu Châu, thời Tấn là đất Cửu Đức, thời Tùy là đất quận Nhật Nam, thường Đường thuộc Diễn Châu, thời Đinh, Tiền Lê thuộc đất Nghệ An, thời Trần thuộc trấn Vọng Giang, thời Hồ thuộc phủ Linh Nguyên, thời Minh nằm trong Nghệ An. Trước Cách mạng tháng Tám năm 1945, làng Phương Cần thuộc tổng Hoàng Mai, huyện Quỳnh Lưu, tỉnh Nghệ An. Năm 1955, làng Phương Cần đổi thành xã Quỳnh Phương, thuộc huyện Quỳnh Lưu, tỉnh Nghệ An. Năm 2013, xã Quỳnh Phương trở thành 1 phường thuộc thị xã Hoàng Mai, tỉnh Nghệ An.
Thời xa xưa, làng Phương Cần có bốn giáp: Giáp Nhất, Giáp Nhị, Giáp Tam và Giáp Tứ. Ngày nay, toàn bộ phường có 11 Tổ dân phố: Tân Phong, Hồng Phong, Quang Trung, Thân Ái, Ái Quốc, Quyết Tiến, Tân Tiến, Tân Hải, Phương Hồng, Hồng Thái và Hồng Hải. Bên cạnh những di tích lịch sử văn hóa, nhân dân Quỳnh Phương còn lưu giữ vốn văn hóa tinh thần với hệ thống truyện kể, ca dao, hò vè, lễ nghi phong tục, hội hè,...mang đậm đà nét đặc trưng của một làng quê ven biển.

## Kinh tế - Giáo dục
Hoạt động kinh tế chính của người dân Quỳnh Phương dựa vào hoạt động đánh bắt, chế biến và buôn bán trao đổi hải sản, chiếm tỷ trọng cao trong cơ cấu kinh tế của địa phương.
Về truyền thống học hành, khoa bảng ở thì nơi đây có truyền thống hiếu học, nhiều người học hành đỗ đạt cao. Phường có 3 trường mầm non, 2 trường tiểu học, và 1 trường trung học cơ sở

## Các điểm tham quan đáng chú ý
- Đền Cờn là một ngôi đền nằm trên gò Diệc, hướng mặt ra sông Hoàng Mai, tại phường Quỳnh Phương, thị xã Hoàng Mai, tỉnh Nghệ An, Việt Nam. Tại phường Quỳnh Phương còn có đền Ông chín Cờn nằm cách đền Cờn trong 1 km. Nơi đây được xác định là điểm phát tích thờ tứ vị thánh nương và sau đó nơi đây đã phát triển trở thành một trung tâm tín ngưỡng thờ Mẫu lớn nhất, một trong bốn nơi ở Nghệ An (đền Cờn, đền Quả, Bạch Mã, Chiêu Trưng) và của cả khu vực Bắc miền Trung. Lễ hội đền Cờn diễn ra từ ngày 19 - 21/1 âm lịch hàng năm là dịp để người dân trong vùng cũng như du khách thập phương đến Đền chiêm bái và tưởng nhớ công ơn của Tứ vị Thánh Nương. Với các hoạt động như: chạy ói, diễn trận thủy chiến giả gắn với truyền thuyết dựng đền, đu tiên, đấu vật, đánh cờ người, đua thuyền rồng, hát tuồng, chèo, chầu văn.
- Biển Quỳnh Phương - cùng một số xã khác như Quỳnh Liên, Quỳnh Lập (thị xã Hoàng Mai) và một số xã của huyện Quỳnh Lưu (như Quỳnh Bảng và Quỳnh Nghĩa...), Quỳnh Phương may mắn được thiên nhiên ưu đãi cho bãi biển đẹp, thuận lợi cho việc phát triển du lịch biển. Bãi cát vàng trải dài hơn 2 km, với rặng phi lao xanh ngắt phía sau, đem đến cho biển Quỳnh Phương vẻ đẹp hiếm có. Du khách đến với vùng biển Quỳnh Nghệ An không chỉ được thả hồn vào làn nước mát lạnh, chiêm ngưỡng biển trời tuyệt đẹp mà còn tha hồ thưởng thức vô vàn món hải sản tươi ngon.
- Chùa Càn Môn - An Pháp tự nằm trong cụm di tích danh thắng thị xã Hoàng Mai, thuộc phường Quỳnh Phương và một phần phường Mai Hùng. Chùa được xây dựng từ lâu đời, là một di tích, nơi sinh hoạt tâm linh cho bà con nhân dân và Phật tử trong vùng.
- Sông Mai Giang - Hoàng Mai
- Núi Thằn Lằn - Núi Hùng Vương
- Miếu Cá Ông
- Nhà Thờ Hạ Lân
- Đồn Biên Phòng Quỳnh Phương